# Herminia cribruamlis
Herminia cribruamlis is een vlinder uit de familie van de spinneruilen (Erebidae). De wetenschappelijke naam van de soort is voor het eerst geldig gepubliceerd in 1793 door Hübner.